# Reuben Henry Tucker III
Reuben Henry Tucker III (29 janvier 1911 - 6 janvier 1970) est un major général hautement décoré de l'armée américaine. Il servit avec distinction pendant la Seconde Guerre mondiale, où il commanda le 504e régiment d'infanterie parachutiste en Sicile (Italie), aux Pays-Bas, en Belgique et en Allemagne de 1942 à 1945. Il fut l'un des plus jeunes commandants de régiment de la guerre.

## Récompenses et décorations
Tucker fut hautement décoré pour son service pendant la Seconde Guerre mondiale. Il reçut deux Distinguished Service Crosses, la deuxième plus haute médaille de bravoure des États-Unis, dont l'une  personnellement decernée par le président Franklin D. Roosevelt lors d'une visite à Castelvetrano, en Sicile, en décembre 1943, pour son héroïsme extraordinaire sous le feu hostile en Italie en septembre.
- Distinguished Service Cross (à deux reprises)
- Silver Star
- Legion of Merit (à deux reprises)
- Bronze Star
- Commendation Medal
- Purple Heart
- Combat Infantryman Badge
- Knight 4th Class of the Military Order of William (Pays-Bas, 22 février 1946)